# Хронологія рекордів України з шосейної спортивної ходьби на 35 кілометрів серед жінок
Рекорди України зі спортивної ходьби на 35 кілометрів визнаються Федерацією легкої атлетики України з-поміж результатів, які показали українські легкоатлетки на шосейній дистанції, за умови дотримання встановлених вимог.

## Хронологія рекордів
| Результат                             | Атлетка                                   | Місто змагань    | Дата змагань | Примітки | Відео |
| ------------------------------------- | ----------------------------------------- | ---------------- | ------------ | -------- | ----- |
| 3:12.11+                              | Христина Юдкіна Івано-Франківська область | Тайцан           | 05.05.2018   | [ 1 ]    |       |
| 2:54.53                               | Олена Собчук Волинська область            | Івано-Франківськ | 23.03.2019   | [ 2 ]    |       |
| 2:51.59                               | Надія Боровська Волинська область         | Івано-Франківськ | 24.10.2021   | [ 3 ]    |       |
| 2:48.04                               | Ганна Шевчук Волинська область            | Івано-Франківськ | 19.10.2024   | [ 4 ]    |       |
| 2:42.41                               | Ганна Шевчук Волинська область            | Подєбради        | 18.05.2025   | [ 5 ]    |       |
| 0 років, 0 днів від дати встановлення |                                           |                  |              |          |       |